# UTC+05:30
UTC+05:30  là một múi giờ UTC được dùng ở Ấn Độ và Sri Lanka.